# Friesland (Emden)

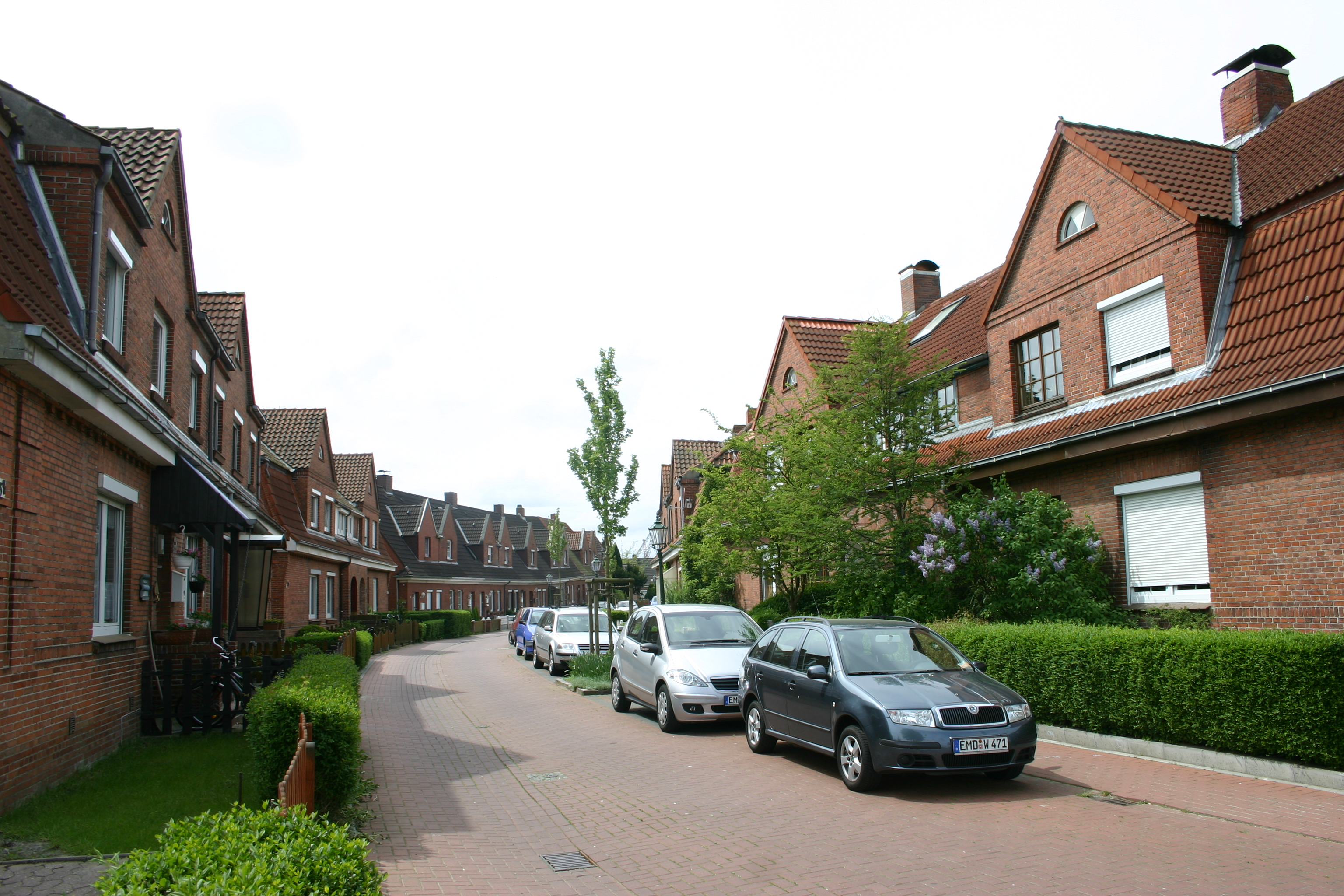
Juiststraße in Emden-Friesland

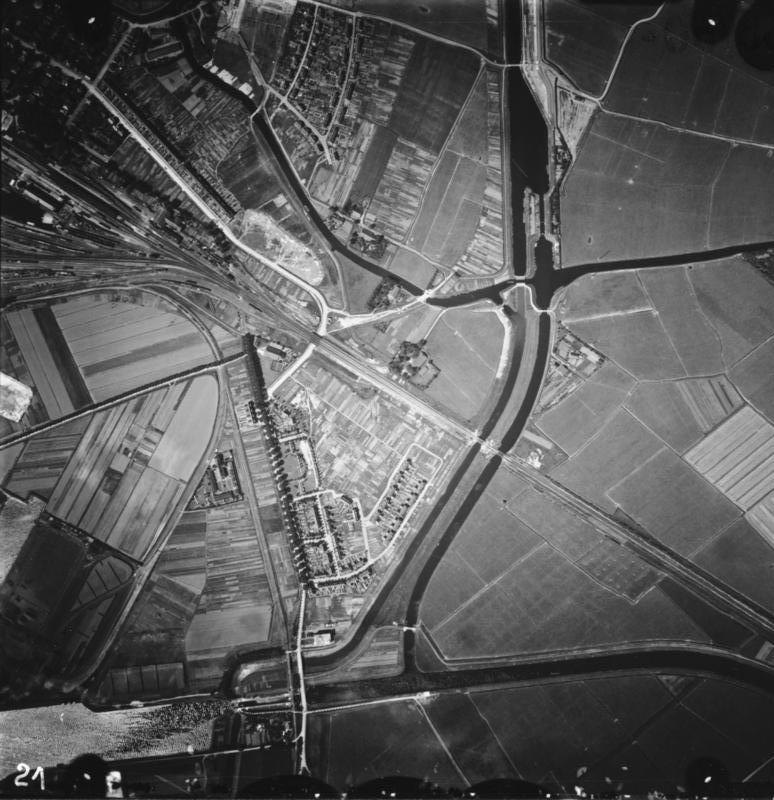
Luftaufnahme während der Entstehung des Stadtteils Friesland (Bildmitte)

Der Emder Stadtteil Friesland, auch Kolonie Friesland genannt, ist eine Arbeitersiedlung aus der ersten Hälfte des 20. Jahrhunderts. Ihr Ursprungszustand ist weitestgehend erhalten. Sie wurde für die Beschäftigten der Nordseewerke errichtet. Die meisten der Straßen sind nach Nordseeinseln benannt. Viele der Häuser verfügen über einen kleinen Garten im Hinterhof, der in der Vergangenheit (und teils auch noch heute) zur Selbstversorgung durch den Anbau von Obst und Gemüse oder durch Tierhaltung dient. Friesland hat 828 Einwohner (Stand: 31. Dezember 2010).

## Lage
Der Stadtteil wird auf der nördlichen Seite von der Bahnstrecke Rheine–Norddeich Mole sowie auf der östlichen Seite durch den Borssumer Kanal und den Verbindungskanal begrenzt, der den Emder Hafen mit dem Ems-Jade-Kanal verknüpft und daher seinen Namen hat. Im Westen Frieslands befinden sich die Nordseewerke und weitere Hafenbetriebe. Die westliche Begrenzung bildet das Emder Fahrwasser, die südliche der Industriehafen.

## Geschichte
Die ersten Wohnhäuser des neuen Arbeiterviertels in der damals aufstrebenden Stadt wurden bereits vor dem Ausbruch des Ersten Weltkriegs fertiggestellt, der Großteil der Kolonie jedoch zur Zeit der Weimarer Republik.
Im Zuge des Bunkerbaus im Zweiten Weltkrieg entstand auch in der Kolonie Friesland an zentraler Stelle ein Bunker. Der Bau, von der Arbeitsgemeinschaft Schumacher/Meyer aus Leer und Emden angelegt, wurde am 21. Juli 1942 fertiggestellt. Der dreistöckige Bunker fasste 768 Personen. Wie bei den anderen Bunkern im Emder Stadtgebiet wurden auch beim Bunker Conrebbersweg ausländische Fremd- und Zwangsarbeiter eingesetzt. In Friesland befand sich ein Zwangs- und Fremdarbeiter-Lager derjenigen Menschen, die den Bunker bauten.
Noch in den 1960er-Jahren war die Kolonie eine reine Werftarbeiter-Kolonie. Die Bindung an die Werft löste sich in den folgenden Jahrzehnten jedoch auf. In den 1990er-Jahren wurden die Wohnhäuser über Investoren an die Bewohner (oder andere Interessierte) verkauft.

## Politik
Die Arbeitersiedlung Friesland ist seit ihrem Bestehen eine Hochburg der Arbeiterparteien gewesen. In Zeiten der Weimarer Republik hatte die KPD hier eine ihrer Hochburgen in Emden, aber auch die SPD gewann stets einen großen Anteil an Stimmen. Nach dem Zweiten Weltkrieg und dem Verbot der KPD übernahm die SPD die führende Rolle in dem Stadtteil.
Wie ganz Ostfriesland – und Emden im Besonderen – ist der Stadtteil seit Jahrzehnten eine Hochburg der SPD.
Bei der Bundestagswahl 2002 holte die SPD das beste Ergebnis bundesweit: Sie verzeichnete im Wahlbezirk 320 (Emden-Friesland) 85,2 Prozent der Zweitstimmen, der SPD-Direktkandidat Jann-Peter Janssen 85,7 Prozent der Erststimmen für sich. Bei jener Wahl schaffte es im Stadtteil sonst nur noch die CDU über die Fünf-Prozent-Hürde.
Bei der Bundestagswahl 2013 bestätigten die Einwohner Frieslands die SPD mit großer Mehrheit, wenn auch weniger deutlich als bei vielen vorangegangenen Wahlen. Die SPD holte 67,09 Prozent, auf die CDU entfielen 11,65, auf die Linke 5,18, auf die Grünen 4,92 und auf die FDP 2,07 Prozent. Zum Vergleich: Im gesamten Stadtgebiet erreichte die SPD 48,59, die CDU 25,98, die FDP 3,13, die Grünen 9,15 und die Linken 6,04 Prozent. Auf sonstige Parteien entfielen stadtweit 7,04 Prozent.

## Wirtschaft und Infrastruktur
Neben den Nordseewerken, die nach Schließung des Werftbetriebs nunmehr in der Offshore-Windkraftanlagenindustrie tätig sind, besteht weiterhin die Emder Werft und Dockbetriebe GmbH als Tochterunternehmen von ThyssenKrupp Marine Systems. Sie befasst sich ausschließlich mit der Reparatur von Schiffen. Im Friesländer Hafenteil gibt es darüber hinaus Baustoff-Umschlagbetriebe wie die Ems-Jade-Mischwerke. Das Wasserstraßen- und Schifffahrtsamt Emden betreibt seinen Bauhof (wegen der dort gelagerten Schifffahrtszeichen auch „Tonnenhof“ genannt) am Alten und Neuen Liegehafen. Im Wohngebiet des Stadtteils befindet sich eine Wohnstätte der Ostfriesischen Beschäftigungs- und Wohnstätten GmbH, einer Behinderteneinrichtung.
Der frühere Emder Rangierbahnhof befindet sich in dem Stadtteil.
In den 1970er-Jahren entstand in Friesland die Südtangente genannte Umfahrung der Emder Innenstadt, die den Verkehrsfluss in der Seehafenstadt deutlich verbesserte. Die Straßen-Klappbrücke über das Emder Fahrwasser wurde 1974 fertiggestellt, die sogenannte Trogstrecke, eine Unterquerung der Hafenbahngleise in Richtung Südkai mit dem seinerzeitigen Erzumschlag, begann 1975 und war 1977 fertiggestellt.
Verkehrlich wird der Stadtteil durch die Landesstraße 2 erschlossen, die in Ost-West-Richtung durch Emden führt. Nahe dem Stadtteil beginnt zudem die Bundesstraße 210, die zur Autobahnauffahrt Emden-Ost der Bundesautobahn 31 führt. Während die verkehrliche Anbindung somit als gut bezeichnet werden kann, stößt der Schwerlastverkehr in den östlichen Bereich des Emder Hafens über die L 2 auf Kritik bei den Einwohnern. Eine Umgehungsstraße ist daher in Planung.
Die Buslinien 6 (SVE) und 621 (DB Weser-Ems-Bus) halten im Stadtteil an der Petkumer Straße.

## Sport und Vereinsleben
Um die Belange der Einwohner kümmert sich der Bürgerverein Friesland, der in dem Stadtteil auch einen Veranstaltungsraum betreibt.